# Gnathogonia
Gnathogonia é um gênero de traça pertencente à família Arctiidae.